# آناهیت ایپلیکجیان
آناهید ایپلیکجیان (ارمنی: Անահիտ Իպլիքջյան; انگلیسی: Anaid Iplicjian؛ زادهٔ ۲۴ اکتبر ۱۹۳۵) بازیگر تئاتر و تلویزیون ارمنی‌تبار اهل کشور آلمان است.

## زندگی‌نامه
وی در یک خانواده ارمنی در ۲۴ اکتبر ۱۹۳۵ در برلین به دنیا آمد و از موتسارتیوم دانشگاه زالتسبورگ فارغ‌التحصیل شد. ایپلیکجیان برنده جایزه هرتزفلد در سال ۱۹۷۲ شده‌است. وی مجری مسابقه آواز یوروویژن ۱۹۵۷ بوده‌است.

## گزینه فیلمشناسی
از فیلم‌ها یا برنامه‌های تلویزیونی که وی در آن نقش داشته‌است می‌توان به درک (مجموعه تلویزیونی) (۱۹۷۵، ۱۹۸۰ و ۱۹۸۴)، روباه پیر (۱۹۷۸) و پرونده‌ای برای دو نفر (۱۹۸۵) اشاره کرد.